# Chrysops affinis
Chrysops affinis är en tvåvingeart som beskrevs av Luigi Bellardi 1859. Chrysops affinis ingår i släktet Chrysops och familjen bromsar. Inga underarter finns listade i Catalogue of Life.